# Championnat d'Irlande de football 1919-1920
Navigation
Édition précédente Édition suivante
Le vingt-sixième championnat d'Irlande de football se déroule en 1919-1920. Le championnat s’était interrompu officiellement pendant la Première Guerre mondiale. Entre 1915 et 1919 persistera toutefois une compétition à l’échelle de l’Irlande du Nord avec les mêmes clubs, mais celle-ci ne sera pas officielle. Les quatre compétitions qui ont eu lieu pendant la guerre ont eu comme vainqueur successivement Linfield, Glentoran, Linfield et Belfast Celtic. Ces compétitions n’ont regroupé que les clubs de Belfast. Les deux clubs dublinois (Shelbourne et Bohemian) en étaient exclus.
Belfast Celtic remporte son troisième titre de champion d’Irlande. C’est son deuxième titre consécutif si l’on considère l’interruption due à la guerre.
Il n'y a pas de système de promotion/relégation organisé à proprement parler, mais à la fin de la saison, les clubs de Shelbourne FC et Bohemian FC quittent définitivement la compétition pour intégrer le tout nouveau championnat d'Irlande créé par les indépendantistes du nouvel État irlandais.

## Les 8 clubs participants
- Belfast Celtic
- Bohemian FC
- Cliftonville FC
- Distillery FC
- Glenavon FC
- Glentoran FC
- Linfield FC
- Shelbourne FC

## Classement
| Rang | Équipe          | Pts | J  | G  | N | P  | Bp | Bc | Diff |
| ---- | --------------- | --- | -- | -- | - | -- | -- | -- | ---- |
| 1    | Belfast Celtic  | 23  | 14 | 10 | 3 | 1  | 27 | 6  | +21  |
| 2    | Distillery FC   | 20  | 14 | 7  | 6 | 1  | 26 | 19 | +7   |
| 3    | Glentoran FC    | 19  | 14 | 8  | 3 | 3  | 29 | 10 | +19  |
| 4    | Shelbourne FC   | 13  | 14 | 3  | 7 | 4  | 16 | 21 | -5   |
| 5    | Linfield FC     | 12  | 14 | 4  | 4 | 6  | 8  | 11 | -3   |
| 6    | Glenavon FC     | 10  | 14 | 3  | 4 | 7  | 21 | 28 | -7   |
| 7    | Cliftonville FC | 9   | 14 | 2  | 5 | 7  | 21 | 28 | -7   |
| 8    | Bohemian FC     | 6   | 14 | 2  | 2 | 10 | 7  | 38 | -31  |

|  | Champion d'Irlande |
|  | Relégation         |

## Bilan de la saison
| Tableau d'Honneur                 |                |
| Compétition                       | Vainqueur      |
| Championnat d'Irlande de football | Belfast Celtic |
| Coupe d'Irlande de football       | Shelbourne FC  |

| Promotions et relégations |                           |
| Relégués                  | Shelbourne FC Bohemian FC |
| Promus                    | Aucun                     |